# Jan Hon
JUDr. Jan Hon (18. srpna 1897 Vyškov – 8. dubna 1942 Osvětim) byl český politik, starosta města Vyškova, sokol, ochotník a dramaturg vyškovského divadla Haná, advokát, člen výboru ČOS.

## Život
Narodil se v roce 1897 jako druhorozený syn Aloise Hona soukeníka a jeho manželky Leopoldiny Schindlerové z Vyškova. Po absolvování vyškovského gymnázia odešel na Právnickou fakultu Univerzity Karlovy v Praze. V roce 1926 si pak otevřel advokátní kancelář. Politické zkušenosti získal již jako student ve Vyškově kde vedl Akademický klub a Mladou generaci české státoprávní demokracie.
V roce 1935 se stal nejprve prvním náměstkem starosty za Českou stranu národně socialistickou a v témže roce byl zvolen starostou města. Jako starosta inicioval výstavbu kasáren pro vojenskou posádku a brigádní velitelství a letiště. Čímž se malé městečko Vyškov výrazně zviditelnilo.
8. října 1941 byl zatčen a 8. dubna 1942 zahynul v koncentračním táboře v Osvětimi. Dne 28. října 1946 mu byla ve vyškovské radnici odhalena pamětní deska.

## Ceny Jana Hona
Komunitní nadace pro vědění, umění a civilizaci Tři brány ve Vyškově vyhlašuje od roku 2005 Cenu Jana Hona, která je udělována mladým lidem od 15 do 25 let za mimořádné úspěchy ve studiu, umění či vědě, za výjimečnou řemeslnou dovednost či za prokázanou osobní statečnost a obětavost ve prospěch jiných.

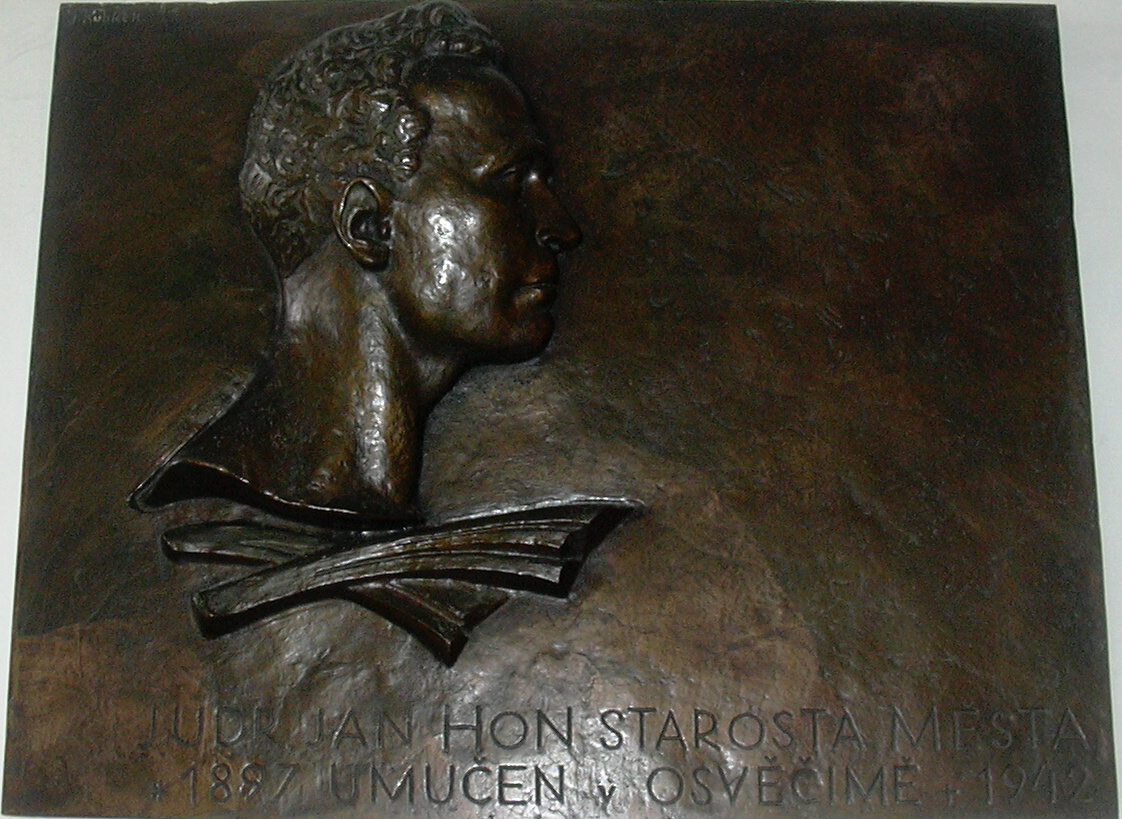
Pamětní deska v prostorách vyškovské radnice